# Glossophaga leachii
Glossophaga leachii är en däggdjursart som beskrevs av Gray 1844. Glossophaga leachii ingår i släktet Glossophaga, och familjen bladnäsor. Inga underarter finns listade.

## Utbredning
Glossophaga leachii är en centralamerikansk art som förekommer från Mexiko och Costa Rica till El Salvador, Guatemala, Honduras och i Nicaragua (Simmons, 2005). Den förekommer upp till 2400 meters höjd över havet (Reid, 1997).

## Utseende och ekologi
Arten påminner om Glossophaga soricina, en art som är bättre känd. Den skiljer sig från andra släktmedlemmar i avvikande detaljer av skallens och tändernas konstruktion. Honor är större än hannar. Pälsens färg varierar mellan kanelbrun och olivgrön. Undersidan liknar halm i färgen. Liksom hos andra släktmedlemmar är tandformeln I 2/2, C 1/1, P 2/3, M 3/3, alttså 34 tänder i tanduppsättningen. Typisk är en lång tunga och en svans som är inbäddad i svansflyghuden.
Exemplaren blir utan svans 47 till 60 mm långa, svanslängden är 4 till 10 mm, underarmarna är 35,4 till 38 mm långa och vikten ligger mellan 9 och 11 g. Arten har 10 till 12mm långa bakfötter och 12 till 15mm stora öron. Svansflyghuden saknar hår. Hudflikarna på näsan är som hos alla arter av underfamiljen Glossophaginae små. Det finns en hästskoformig grundform och ett bladformigt utskott.
Denna fladdermus lever i mera torra lövfällande skogar eller blandskogar. Den vilar i grottor, i byggnader eller i vägtrummor. I grottorna hittas den ibland tillsammans med andra fladdermusarter som Glossophaga soricina, Glossophaga commissarisi och Choeronycteris mexicana. Arten äter frukter, nektar, pollen och insekter. Den besöker ofta blommor av släktena Pseudobombax och batatsläktet. Antagligen finns inga fasta parningstider. Per kull föds en unge.

## Hot
Ett fåtal populationer påverkas av landskapsförändringar och anlagda bränder. Hela beståndet anses vara stor. IUCN kategoriserar arten globalt som livskraftig.